# 尤里·普里利普科
尤里·伊里奇·普里利普科（烏克蘭語：Юрій Ілліч Прилипко，羅馬化：Yurii Illich Prylypko，1960年8月11日—2022年3月7日），乌克兰政治人物，曾在2015年至2022年担任烏克蘭京畿城鎮霍斯托梅爾的鎮長。2022年俄罗斯入侵乌克兰，普里利普科在向难民发放食物和藥品时被俄军开枪射杀，时年61岁。

## 生平
2015年，普里利普科当选为霍斯托梅尔镇镇长。
尤里·普里雷普科曾帮助隐藏被判叛国罪的乌克兰前总统维克多·亚努科维奇的车队，而受到公众的批评。尤里·普里雷普科反对向反恐行動區的退伍军人分配土地，因此与他们发生了爭執。
俄罗斯入侵乌克兰期间，总统弗拉基米尔·泽连斯基于2022年3月6日向六个抵御俄罗斯士兵入侵的乌克兰城市和城镇授予“英雄城市”称号，其中包括霍斯托梅尔。
3月7日，普里利普科和几名志愿者在城内运送食物和药品时被俄罗斯占领军开枪射殺。俄罗斯军队更是在他的尸體附近埋设了詭雷。当地牧师前来收尸时，一名好心的俄罗斯士兵阻止了牧师靠近，在解除了炸弹后，帮助将市长的尸体装上手推车运走。普里利普科被安葬在当地教堂附近。
欧洲多位市长对马特乌斯的逝世表示哀悼，其中包括安西市全国委员会主席、欧洲地区委员会主席团成员恩佐·比安科，以及意大利菲乌米奇诺市市长埃斯特里诺·蒙蒂诺。